# 8C busz (Zalaegerszeg)
A zalaegerszegi 8C jelzésű autóbusz a Kertváros, autóbusz-fordulótól indulva körjáratként közlekedik a belváros érintésével. A vonalat a Volánbusz üzemelteti.

## Útvonala
| Kertváros, autóbusz-forduló → Széchenyi tér → Kertváros, autóbusz-forduló |
| --- |
| Kertváros, autóbusz-forduló vá. – Köztársaság útja – Mártírok útja – Kazinczy tér – Széchenyi tér – Kossuth Lajos utca – Göcseji út – Köztársaság útja – Kertváros, autóbusz-forduló vá. |

## Megállóhelyei
| 0  | Kertváros, autóbusz-forduló induló végállomás |                                                                      |
| 1  | Kertváros, Eötvös József Általános Iskola     | 8, 10Y, 11A, 11Y, 44, C1, C2, C4                                     |
| 3  | Kertvárosi ABC                                | 8, 10Y, 11A, 11Y, 44, C1, C2, C4                                     |
| 4  | Kertváros, Liszt Ferenc Általános Iskola      | 8, 8, 10Y, 11A, 11Y, 44, C1, C2, C4                                  |
| 6  | Mártírok útja (Ady iskola)                    | 8E, 30, 30C                                                          |
| 8  | Széchenyi tér                                 | 1, 1U, 1Y, 3, 3C, 3Y, 5, 5C, 5U, 5Y, 8, 8E, 9U, 11, 11A, 11Y, 24, 41 |
| 10 | Gyógyszertár (Kossuth utca)                   | 1, 1U, 1Y, 3, 3C, 3Y, 5U, 8, 8E, 9U, 11, 11A, 11Y, 24, 41            |
| 12 | Kertváros, Liszt Ferenc Általános Iskola      | 8, 10Y, 11A, 11Y, 44, C1, C2, C4                                     |
| 13 | Kertvárosi ABC                                | 8, 10Y, 11A, 11Y, 44, C1, C2, C4                                     |
| 16 | Kertváros, Eötvös József Általános Iskola     | 8, 10Y, 11A, 11Y, 44, C1, C2, C4                                     |
| 17 | Kertváros, autóbusz-forduló érkező végállomás | 8E, 10Y, 11Y, 30A, 44, C1, C2, C4                                    |